# Kaposvár–Siófok-vasútvonal
A Kaposvár–Siófok-vasútvonal a MÁV 35-ös számú egyvágányú, két végén: Kaposvár-Kaposvár kereskedelmi pu, illetve Siófok-Siófok kereskedelmi pu. bejárati előjelzője között összesen 8 km hosszan 25 kV 50 Hz-cel villamosított magyarországi vasúti mellékvonala. A Külső-Somogy dombvidékén haladó pálya tengelyterhelése 19 tonna.

## Története
A Kaposvár és Felsőmocsolád közötti vonalszakasz 1894-ben, a Felsőmocsolád és Siófok közötti pedig 1906-ban épült meg. Előbbit a Kaposvár–Mocsoládi HÉV építette a Magyar Királyi Államvasutak Kaposvár állomásából kiágazván a 94,941. sz. keresk. min. rend. alapján, a folytatást a Mocsolád–Tab–Siófoki HÉV építette az 1906. évi XIII. törvénycikk alapján, a Déli Vasút Siófok állomásához csatlakozva. A két, egymáshoz csatlakozó hév-vonalat a MÁV kezelte.
A vonal legújabb állomásai Somodor és Sióvölgy megállóhely, melyeket az 1980-as években létesítettek. A vonalon jelenleg Ádánd ,Tab, Somogymeggyes, Karád és Mernye állomást, valamint Daránypuszta megállóhelyet  használja a MÁV depónak. Ahol a Székesfehérvár–Gyékényes-vasútvonal pályafelújítása után megmaradt, többnyire ép vissznyeremény anyagokat tárolja a vasúttársaság.
2010-ben Tab polgármestere bejelentette hogy Tab és Siófok között a vonalat felújítják, ami után a vonatok legalább 60 km/h-l tudnak közlekedni. Az ígéretből annyi teljesült, hogy 2018. december 31-ére 31 km-en megvalósult a 40 km/h-s pályasebesség, amiből 26 km-en csak a motorvonatok használhatják ki. A 30-as számú vonalból kibontott alapanyagokat felhasználva a MÁV folyamatosan, szisztematikusan cseréli a keresztaljakat, illetve végez állapotjavításokat a vonalon. Ennek eredményeként a vonal 2018. június 16-án eljutott arra a pontra, hogy a 2-es számú menetrend-módosítással 6 perccel csökkent a menetidő a Tab-Siófok szakaszon. Érdekességképpen, a 2006-os menetrendben még 1 óra volt a menetidő, majd 2009 után már 1 óra 5 percre nőtt, a 2018-as nyári menetrend váltástól már csak 59 perc lett. 2019. április 7-étől ismételten csökkent a menetidő Siófok és Tab között, így már csak 55 perc az út, ugyanannyi, mint a buszoknak.
A vonalon a 2015-2018 közötti időszakban több helyen megcsináltatta a MÁV a peronmagasításokat, használt vasbeton keresztaljakból, valamint újabb 21 km-es szakaszon visszaállították a motorvonatok számára a 40 km/h-s maximum sebességet. A vonal a 80-as években át lett építve, hagyományos 48 kg/fm-es sínekre. Jelenleg a pálya mentén Siófok és Karád között vasbetonaljak és talpfák váltogatják egymást, Karádtól Kaposvárig a pálya 75%-a betonaljas. A leerősítések geós és nyíltlemezes között változik.
Karád és Siófok között a felépítményt vizsgálva előkerülnek a pálya hiányosságai. Ezek között több ezer db elrohadt keresztalj, amelyekben a síncsavarok, lényegében nem fognak semmit. A vonalnak több ipari csatlakozása is volt, illetve több helyen is rakodtak a vonal mentén.
A vonal változatos tájakon halad, dombok, mezők és erdők is találhatók rajta.
A vonal keresztül megy a Deseda patakon, a Kis-Koppány folyón többször, valamint Siójut után a Sió csatornán is. Érdekességképpen a Sió felett áthidaló íves acélszerkezetű, rácsos híd Budapestről került a vonalra.
A legtöbbet átalakított állomás, Tab volt. A 70-es években az állomás bejárati ívén nyomvonal korrekciót alkalmaztak. Az eredeti töltés a mai napig megvan, sőt a töltés melletti vonóvezetékek csigái is. Valamikor Tab otthont adott egy 2 állásos motorszínnek, valamint egy fordítókorongnak is.
A vonal végállomásain kívül fényjelzők működnek Ádánd, Tab (teljes szakasz), valamint Karád állomás páros oldalán, mely jelzők, a tabi szakasz kivételével, bejárati jelzőként üzemelnek. A vonalon Felsőmocsolád, Mernye, Karád, illetve Somogymeggyes állomáson működnek egyedül alakjelzők. A vonalon jelenleg csak Mernye, Tab, illetve Ádánd állomáson van forgalmi szolgálattevő. Karád és Somogymeggyes állomásokon állomáskezelők dolgoznak. A vonalon jelenleg Mernyén és Somogymeggyesen van csapórudas sorompó, amelyet az állomásról kezelnek. Miután a Kaposvári Villamossági Gyár kiágazásánál kiszedték a kitérőket, a kiágazás fedezését szolgáló alakjelzők jelzőlapjait leszerelték.
A vonalból Kisbárapáti után ágazik ki egy rakodóvágány, az erdészet felé, Kapolynál ágazott ki egy iparvágány, a Tartálygyár felé, de ezt az iparvágányt 2016 tavaszán elbontották, Illetve ágazott ki egy iparvágány a tabi volt szovjet laktanya felé, amit 2005-ben bontottak el. Továbbá ágazott ki a Kaposvári Villamossági Gyár (KVGY) felé , amit 2006-2008 között bontottak el, a váltókat kiszedték. A vonalból, Ádándnál ágazott ki, majd vissza egy iparvágány, ami kisvasúti átrakó vágány volt, a Pélpusztáról Ádándra árut szállító kisvasútról. A 21. századra, a pályában céltalanul bent maradt nyíltvonali, őrizetlen váltókat, 2017-2018-között, bontották el véglegesen. Ezzel csökkentve a lassújelek számát. A pálya mellett egykor Répáspusztán, Bonnyán és Ádándon csatlakozott gazdasági kisvasút.
A 60'-as évek közepéig működő Kaposvári Gazdasági Vasút a Kaposvári cukorgyártól, a vonal mellett haladt, egészen, a KVGY egykori iparvágàny kiágazásáig. Majd, Répáspuszta után, a 118-as szelvényben keresztezte, szintben a vonalat.
A vasútvonalon jelenleg több olyan vasúti átjáró is található, aminek a fedezését biztonságosabb lenne fénysorompókkal megoldani. Ezeken felül található még két darab vasúti híd, amelyik megérett az átépítésre. Ezek páros oldal felől Kisbárapáti, illetve Ádánd vasútállomások előtt találhatóak. Előbbin 10, utóbbin 20 km/h-s sebességkorlátozás van érvényben. Ezeken felül több olyan andráskereszttel biztosított vasúti átjáró is van, amelyen beláthatóság miatt 10, illetve 20 km/h-s sebesség korlátozást szabtak ki.
Ezen felül Kisbárapátinál található az országban az egyik olyan csapórudas sorompó, amelyet a vonatszemélyzet kezel.
| Állomás/Megálló | Vágányszám | Vágányszám | Szolgálat | Egykor rakott áru               | Jelenleg rakott áru | Megbízó    |
| Állomás/Megálló | eredeti    | jelenlegi  | Szolgálat | Egykor rakott áru               | Jelenleg rakott áru | Megbízó    |
| --------------- | ---------- | ---------- | --------- | ------------------------------- | ------------------- | ---------- |
| Kaposszentjakab | 2          | 2          | Nincs     | -                               | -                   |            |
| Toponár         | 2          | 1          | Nincs     | -                               | -                   |            |
| Répáspuszta     | 3          | 1          | Nincs     | Cukorrépa                       | -                   |            |
| Somogyaszaló    | 3          | 1          | Nincs     | -                               | -                   |            |
| Somodor         | 1          | 1          | Nincs     | -                               | -                   |            |
| Mernye          | 3          | 3          | Van       | Fa                              | Fa (2022)           | SEFAG Zrt. |
| Felsőmocsolád   | 3          | 3          | Nincs     | -                               | -                   |            |
| Kisbárapáti     | 2          | 2          | Nincs     | Fa                              | Fa (2023)           | SEFAG Zrt. |
| Bonnya          | 3          | 1          | Nincs     | -                               | -                   |            |
| Andocs          | 2          | 1          | Nincs     | -                               | -                   |            |
| Karád           | 3          | 3          | Van       | Dinnye                          | -                   |            |
| Somogymeggyes   | 2          | 2          | Van       | -                               | -                   |            |
| Kapoly          | 3          | 3          | Nincs     | Acéltartály,Gabona              | -                   |            |
| Tab             | 4          | 4          | Van       | Tégla, Fa, Üveg, Sertés, Gabona | -                   |            |
| Bábonymegyer    | 2          | 2          | Nincs     | Fa                              | -                   |            |
| Daránypuszta    | 2          | 1          | Nincs     | Gabona                          | -                   |            |
| Som-Nagyberény  | 2          | 1          | Nincs     | -                               | -                   |            |
| Ádánd           | 3+2        | 3          | Van       | -                               | -                   |            |
| Siójut          | 2          | 1          | Nincs     | -                               | -                   |            |
| Sióvölgy        |            |            | Nincs     | -                               | -                   |            |

## A pálya állapota
A kimutatásból látszik, hogy míg 2010-ben a pálya több mint 50%-án (51 km) 30 km/h volt a megengedett legnagyobb sebesség, addig  2018-ra már csak 20 km-nyi szakasz van lekorlátozva 30 km/h megengedett legnagyobb sebességre.  Ami a MÁV részéről, mindenképp egy pozitív változtatás volt. Jelenleg még mindig több helyen cserél a cég aljakat, a felépítmény megerősítése érdekében. Vonalon, az elmúlt években, többször közlekedett felépítményi mérővonat. Jelenleg, a menetvonal kiadáshoz szükséges sebesség kimutatás szerint, a következő sebesség eloszlás van : *VPE= Vasúti Pályakapacitás Elosztó KFT.
| Kezdőpont     | Végpont       | Km | Eng. Seb. Mérővonat Alapján (Vmax) Km/h | Távolság a Kezdőponttól Km |
| ------------- | ------------- | -- | --------------------------------------- | -------------------------- |
| Kaposvár      | Felsőmocsolád | 26 | 60/40                                   | 0-26                       |
| Felsőmocsolád | Kisbárapáti   | 10 | 50/30                                   | 26-36                      |
| Kisbárapáti   | Karád         | 13 | 60/60                                   | 36-49                      |
| Karád         | Kapoly        | 14 | 50/20                                   | 49-63                      |
| Kapoly        | Siófok        | 37 | 40/20                                   | 63-100                     |

Alább látható, az alkalmazott "hivatalos" változat. Jelenleg, a vonalon minden személy, illetve tehervonat ez alapján a sebesség alapján közlekedik. 
| Kezdőpont                 | Végpont                  | Sebesség (Km/h) | Táv (Km) |
| ------------------------- | ------------------------ | --------------- | -------- |
|                           |                          |                 |          |
| Kaposvár                  | Felsőmocsolád            | 60/40           | 26       |
| Felsőmocsolád             | Kisbárapáti              | 40/40           | 10       |
| Kisbárapáti               | Bonnya                   | 50/50           | 5        |
| Bonnya                    | Karád                    | 40/40           | 8        |
| Karád                     | Tab                      | 30/20           | 20       |
| Tab                       | Siófok.Ker.Pu. B Előjező | 40/20           | 26       |
| Siófok.Ker.Pu. B Előjelző | Siófok                   | 40/40           | 5        |

## Közlekedés
A vonalon Bzmot motorvonatok közlekednek. Elővárosi közlekedés Kaposvár és Felsőmocsolád között van. A vonal fő személyforgalma a Kaposvár-Kisbárapáti szakaszra korlátozódik. Az északi részen, Tab és Somogymeggyes között a leromlott pályaállapotok miatt a vonatok 20–30 km/h-s sebességgel közlekednek, ezért ez a vonalrész kihasználatlanabb. A siófoki elővárosi forgalom a Siófok-Tab szakaszra korlátozódik, ám itt a legnagyobb utasforgalmat a Tab-Ádánd vonalszakasz adja (hétköznap), mivel a reggeli első vonatot előszeretettel használják a Siófok felől érkező diákok. A vonalon az átlagsebesség 33 km/h. A vonalon valamikor a legnagyobb szakaszon engedélyezett legnagyobb sebesség, 60 km/h-volt. A rendszerváltás után egyre kevesebb pénz jutott a vasutakra, így több vonal állapota leromlott, köztük a Kaposvár-Siófok vasútvonal is. Érdekességképpen meg kell említenünk azt a tényt, hogy a vonal már számtalan vonalbezárást túlélt. Egykor a 100 km-t a vonat megállásokkal együtt 2 óra 33 perc alatt tette meg, most azonban már több mint 3 óra a menetidő. Főbb oka ennek a magas menetidőnek, hogy Bonnya-Karád és Tab-Siófok között (39 km-en) javarészt 40, illetve Karád-Tab között (20 km-en) 30 km/h a megengedett sebesség. Bonnya és Karád között a 2010-es nagy esőzések elmosták a pályát, így a MÁV akkori pénzügyi helyzete csak egy részleges felújításra volt elég. Karád-Siófok között viszont a majdnem 2 évtizedes elhanyagoltság végezte ki a pálya 60 km/h-s képességét. 2017-től a vonal Dombóvárhoz tartozik. A Karád-Siófok szakasz megengedett legnagyobb sebessége 30/40 km/h között változik, 10–20 km/h-s lassújelekkel tarkítva. A vonalon egykor Kaposvár-Felsőmocsolád: 60 km/h
Felsőmocsolád-Kisbárapáti: 40 km/h
Kisbárapáti-Bonnya: 50 km/h
Bonnya-Somogymeggyes: 60 km/h
Somogymeggyes-Tab: 50 km/h
Tab-Siófok: 60 km/h volt az engedélyezett legnagyobb sebesség.
Felsőmocsolád-Somodor, Somogyaszaló-Toponár,
valamint Kaposvári elágazás-Kaposvár között, a pálya geometria lehetővé tenné, a 80 km/h-s maximum sebességet (Vmax).
A vonalon általában évente 2-3 alkalommal közlekedik egy-egy tehervágány-gépkocsi (TVG), illetve régebben jártak a vonalon InterPicik, duplán és szólóban is egyaránt. Utóbbiakat, miután Kelet-Magyarországon sorozatosan kezdtek leállni az MDmot-ok, elvitték Nyíregyházára, valamint Debrecenbe. Még régebben, egészen pontosan a 2002-es Bz-frász idején, motorvonatok híján a vonatok M41+Bhv+Bhv összeállítással közlekedtek. Újdonságokban gazdag év a 2014-2015-ös ciklus, mivel a vonal történetében először (2014. szeptember 26-án) a 30-as számú vonal átépítéséből származó vissznyeremény anyagokat (egész pontosan betonaljakat) hoztak le 4-5 szerelvénnyel, 9-15 kocsival Siófokról a Kárpát Vasút mozdonyával. Újabb érdekesség a vonal életében, hogy 2015. március 12-én egy UD típusú mozdony járt erre sínvonattal. Ezen felül újdonságnak számított az, hogy mind a depózás ideje alatt, mind pedig a felújítás alatt több szerelvény használta kerülőútnak a vonalat. Köztük egy darusmenet, egy Swietelsky géplánc, valamint több olyan szerelvény, melyet dupla M47-esekkel vontattak. Kisbárapáti és Kaposvár között rendszeres teher forgalom is van. 2009-ben szüntette meg a rakodást a MÁV Bábonymegyeren. Ugyaneddig az évig rendszeresen járt a vonal alsó feléig (Kisbárapáti) M40, M62 sorozatú mozdony. Miután a remotorizált M40-eseket elvitték Kaposvárról Záhony rendezőbe, az M62-eseket is letiltották a pályáról, tengelyterhelés korlátozása miatt. A vonal felső szakaszát Siófokról szolgálták ki M47-esekkel. Jelenleg csak M47-esek szolgálnak teherforgalmat a vonalon. A Bz motorvonatok megjelenéséig a személyforgalmat MDmotokkal, illetve Ab és Aby kocsikkal bonyolították le.

### Menetrend
A vonal több részre tagolódik menetrendi szempontból. Páros oldalról kezdve (páros oldalnak nevezzük a vasútvonal építésének kezdő pontját, ami itt Kaposvár) (Elővárosi zónák.)
A vonal alsó szakasza (Kaposvár-Kisbárapáti):
Első zóna: Kaposvár-Felsőmocsolád: Naponta 16 vonat közlekedik a vonal ezen szakaszán. Ebből 2 pár csak Felsőmocsoládig közlekedik.
Második zóna: Kaposvár-Kisbárapáti: Ezen a viszonylaton Felsőmocsolád-Kisbárapáti között már csak 14 vonat mozog naponta, amiből kettőnek Kisbárapátiban van a végállomása.
A vonal középső szakasza (Kisbárapáti-Tab):
Itt csak hétköznaponként egy Karád-Kaposvár személyvonattal van több.
A vonal felső szakasza (Tab-Siófok):
Ezen a szakaszon összesen 12 vonat mozog egész nap. Ezek közül 3 vonatpár csak Tab-Siófok viszonylaton, a másik 3 pár pedig a teljes vonalon közlekedik. 2022 nyaráig a felső szakaszon csak 4 vonatpár közeledett, így egy 8 órás vonatmentes lyuk volt a menetrendben. A napközbeni 2 pár Tab-Siófok elővárosi betétjáratok a 2021-2022 évi menetrend nyári módosításával vezették be, melyek Siófokon csatlakozást biztosítanak az InterCity vonatokhoz. Ezeket kezdetben csak a nyári menetrendben kívánták közlekedtetni, ezt a korlátozást az utószezoni menetrendmódosításnál eltörölték, így már az év minden napján közlekednek.
A legrövidebb menetidő Kaposvár-Siófok között 3 óra. Naponta oda-vissza 3 pár vonat teszi meg a teljes távot. A vonatok hiányát több tényező együttes hatása okozza. Az egyik a szolgáltató cégnél fennálló munkaerőhiány. A második az utazóközönség hiánya, a harmadik pedig a menetrend. Karád-Kaposvár között, a menetrend kiváló, utasok vannak a reggeli vonatokon lefelé, valamint a délutániakon visszafelé. A vonalon közlekedő szerelvények, Kaposvár-Kisbárapáti között teljes kihasználtsággal közlekednek. Hétköznap, a vonal mindkét végén biztosít a MÁV csatlakozást a fővonalakon közlekedő személy, illetve gyorsvonatokhoz.
Ezen a vonalon kizárólag személyvonatok közlekednek, melyek a 38310-es számú vonat kivételével mindenhol megállnak. A 38310-es számú vonat Kaposvártól Mernyéig nem áll meg. A legkisebb utasforgalmú megállóhelyek Bonnya, Kapoly és Daránypuszta. A 2012-es nagy járatritkítás utolérte ezt a vonalat is, így ennek következtében egy vonatpárt kivettek.
Jelenleg a vonal sem felépítményileg, sem az utasforgalom számát tekintve nem alkalmas arra, hogy versenyképesen mozdonyos személyvonatokat közlekedtessen rajtuk a vasúttársaság. Fő tényezője Karád-Siófok között a motorvonatoknál nagyobb tengelyterheléssel bíró vasúti járművekre kiadott 20 km/h-s sebesség korlátozás. Valamint a Bzmot motorvonatok túlnyomó jelenléte Kaposvár állomáson.